# À Flor do Mar
À Flor do Mar é um filme português, de 1986, dirigido por João César Monteiro.
O enredo ficcional do filme entrelaça-se com um acontecimento real: o assassinato de um dirigente palestiniano da OLP, Issam Sartawi, morto num hotel em Albufeira onde participava num congresso da Internacional Socialista. O atentado foi reivindicado pela organização de Abu Nidal, uma facção extremista dentro da OLP. O atirador acabou por escapar às buscas policiais.

## Sinopse
Uma italiana (Laura) vive em Tavira após a morte do seu marido. No dia em que um dirigente palestiniano é assassinado no Algarve, numa reunião de partidos e organizações socialistas, Laura encontra na praia um homem ferido. Sem pensar duas vezes resolve ajudá-lo. A presença do desconhecido cria quase uma desordem sentimental na casa onde vive com as cunhadas Sara e Rosa.

## Ficha artística
- Laura Morante - Laura
- Philip Spinelli - Robert Jordan
- Manuela de Freitas - Sara
- Teresa Villaverde - Rosa
- Sérgio Antunes - Roberto
- Rita Figueiredo - Maria
- Conceição Guerra - Srª Amélia
- Haddy Moss - chefe dos assaltantes
- Georges Claisse - Antoine
- João César Monteiro - Stavroguine

## Festivais e projecções especiais
- 16º Festival Internacional de Cinema da Figueira da Foz (1987)
- Festival de Cinema de Salsomaggiore (1987) - Prémio Especial do Júri